# Billaea communis
Billaea communis là một loài ruồi trong họ Tachinidae.